# Je te veux, moi non plus
Pour plus de détails, voir Fiche technique et Distribution.
Je te veux, moi non plus est une comédie française réalisée par Rodolphe Lauga, Inès Reg et son mari Kévin Debonne. Le film fait suite au buzz suscité par la publication sur les réseaux sociaux d'un sketch d'Inès Reg et de Kévin Debonne intitulé « C'est quand que tu mets des paillettes dans ma vie Kévin ? ».
Le film est sorti sur Prime vidéo le vendredi 26 mars 2021. Le tournage s'est déroulé à l'été 2020, après le premier confinement en France métropolitaine.

## Synopsis
Nina et Dylan sont amis depuis l'école primaire. Elle est une jeune avocate, et lui le patron d'une paillote à Biarritz. Au cours d'un week-end chez son ami, Nina apprend que son compagnon resté à Paris la trompe au moyen des sites de rencontres. Folle de rage, elle retourne à la capitale, plaque au tribunal son copain et cherche du réconfort dans un bar avec ses deux amies : Lulu et Chacal.
Sur son invitation, le trio décide de prendre du bon temps en rejoignant Dylan à Biarritz. Petit à petit, ses deux copines font prendre conscience à Nina que les sentiments amoureux qu'entretient Dylan depuis l'enfance ne se sont pas estompés. Mais trouvant le temps long, la mère de ce dernier lui présente la fille d'une de ses amies dans l'espoir qu'il tombe amoureux et ne finisse pas seul comme elle.
Nina se retrouve donc en concurrence avec une belle jeune femme, qui fait douter Dylan de ses sentiments envers Nina. Mais accompagnée de ses fidèles amies, Lulu et Chacal, Nina compte bien user de tous ses charmes pour ravir le cœur de l'homme qu'elle aime. 

## Fiche technique
- Réalisation : Rodolphe Lauga, Inès Reg et Kévin Debonne
- Scénario : Inès Reg, Kévin Debonne et Matt Alexander
- Dialogue : Inès Reg, Kévin Debonne et Rodolphe Lauga
- Photographie : Fabien Faure
- Chef monteur : Bruno Safar
- Chef décorateur : Sébastien Danos
- Directeur du casting : Pierre-Jacques Bénichou
- Ingénieur du son : Marc-Antoine Beldent
- 1er assistant réalisateur : Olivier Vergès
- 2e assistant réalisateur : Julie Duhayot
- Costumes : Ariane Daurat
- Scripte : Margot Seban
- Producteur : Marc Stanimirovic
- Producteur exécutif : Benjamin Gufflet
- Directeur de post-production : Aurélien Adjejd
- Société de production : Monkey Pack Films
- Distribution internationale : Prime Vidéo
- Production exécutive : 7833 productions
- Pays d'origine :  France
- Langue originale : français
- Format : couleur
- Genre : comédie
- Durée : 100 minutes (1 h 40)
- Date de sortie : 26 mars 2021, sur Prime vidéo

## Distribution
- Inès Reg : Nina
- Kévin Debonne : Dylan
- Pauline Clément : Lulu, amie de Nina
- Laurie Peret : Charlotte dite Chacal, amie de Nina
- Anthony Sonigo : Jules, ami de Dylan
- Constance Labbé : Cassandra
- Michèle Garcia : la mère de Dylan
- Fadila Belkebla : Cathy, la mère de Nina
- Pierre Cévaer : Benoit Pitavy
- Médine : le juge
- Laura Felpin : Nathalie de la caisse 3
- Anaïs Delareg : la femme de la fourrière
- Mohamed Mehdaoui : le collègue avocat de Nina
- Mickaël Montadir : Jardinier, serveur restaurant

## Production

### Lieux de tournage
Saint-Jean-de-Luz
- Parvis de la gare de Saint-Jean-de-Luz - Ciboure

Bidart
- Emak Bakea
- Château d'Ilbarritz

Guiche
- Lac de Guiche

Paris
- Palais de justice de Paris, façade rue de Harlay

## Bande originale
Le film utilise une bande originale plutôt contemporaine. On retrouve entre autres :
- Nemir - Des heures (scène d'ouverture)
- Golan Yosef - Dowm
- DJ LBR - Boom Bum Boom (Freaks Remix)
- Tunisiano feat. Inès Reg - Ballade à deux

## Accueil

### Accueil de la presse
La presse a diversement accueilli le film. Pour Télérama, « ni cette belle histoire ni ces comiques ne suffisent à sauver un scénario bourré de clichés ». Pour Le Parisien, « la fraîcheur d’Inès Reg, popularisée par ses vidéos sur Instagram, compense un scénario manquant d’originalité ».

### Accueil des spectateurs
Sur le site Allociné, la critique des spectateurs est elle aussi diverse et rejoint celle de la presse. Au 6 mars 2022, le film reçoit des spectateurs la note moyenne de 1,8/5 pour près de 1288 critiques.

## Distinctions
- Festival de l'Alpe d'Huez (2021) : film labellisé[4]

## Autour du film
- À l'origine, le film était prévu pour le cinéma, mais la situation sanitaire orienta les choix du gouvernement vers la fermeture des cinémas. Par conséquent, le duo décida de sortir "au plus vite" le film au moyen des plateformes de vidéos en ligne, en l'occurrence Prime vidéo[5].
- Inès Reg (Nina) et Kévin Debonne (Dylan), sont tous les deux des humoristes, mariés à la ville depuis 2018[6].